# TOI-1807 b
TOI-1807 bとは、りょうけん座の方向に約130光年離れた場所に位置するスペクトル分類がK型の恒星 TOI-1807 の周囲を公転している太陽系外惑星である。

## 概要
| 地球 | TOI-1807 b |
| ---- | ---------- |
| 地球 | Exoplanet  |

TOI-1807は、トランジット法を用いたTESSの観測によって2020年に惑星が存在する可能性があるとされ、その惑星候補は「TOI 1807.01」と指定されていた。
その後、TOI-1807 bは、TOI-2076系の3つの惑星と共に2021年に確認された。TOI-1807 bの公転周期は13時間である。TOI-1807の年齢は1億8000万年で、bも若い惑星であり、大気進化の段階であるとされている。TOI-1807 bは地球と比べ、約22,000倍多く紫外線を受けているとされる。なお、TOI-1807と同時に惑星が報告されたTOI-2076とは、2017年に欧州宇宙機関のガイアによって宇宙空間を同じ方向へ移動していることが判明しており、これは同じガスの雲から誕生した恒星であることを示唆している。
TOI-1807 bは超短周期惑星であるため、関心が持たれている。恒星のすぐ近くで惑星が形成されることは厳しいとされているが、最初は遠くで形成された惑星が内側の現在の軌道へ移動したという説がある。TOI-1807 bは地球型惑星で、表面は溶岩の海等に覆われているとされている。